# Paulus Schiemenz
Paulus Schiemenz (* 4. Dezember 1856 in Kalkwitz, heute Landkreis Oberspreewald-Lausitz; † 15. Dezember 1936 in Berlin) war ein deutscher Fischereibiologe und Hochschullehrer.

## Leben
Johannes Friedrich Paulus Berthold Schiemenz stammte aus einer evangelisch-wendischen Pfarrersfamilie. Nach dem Tod des Vaters ins Waisenhaus Halle aufgenommen, studierte er von 1877 bis 1882 an den Universitäten Halle und Leipzig. Seine 1883 gedruckte Dissertation befasste sich mit Bienen. Von 1883 bis 1895 war er Assistent an der Zoologischen Station Neapel des Zoologen Anton Dohrn, danach beim Deutschen Seefischereiverein in Hannover und ab 1896 Assistent von Alfred Nehring an der Landwirtschaftlichen Hochschule Berlin sowie Honorardozent für Insektenkunde und Fischkunde. Von 1889 bis 1905 folgte er auf den Gründer Johannes Frenzel als Leiter der Biologischen Station des Deutschen Fischereiverbandes in Berlin-Friedrichshagen. 1906 wurde die Station, nach seinen Plänen umgestaltet, als Preußische Landesanstalt für Fischerei vom Staat übernommen; Schiemenz blieb nebenamtlicher  Leiter. Im gleichen Jahr erhielt er einen Ruf als ordentlicher Professor für Fischerei und Fischzucht und wurde somit Inhaber des ersten in Deutschland eingerichteten Lehrstuhls für Fischkunde.
Aus der Fischkunde, die Schiemenz bereits als Dozent zu lehren begann, entwickelte er in kurzer Zeit eine Fischereikunde, „weil die Fischerei ein Wirtschaftszweig war, in dem bisher die Zusammenarbeit zwischen Wirtschaft und Wissenschaft noch so gut wie völlig fehlte“, heiß es in einem Nachruf. Der Schwerpunkt seiner Arbeit galt immer mehr der Praxisorientierung der Fischereiwissenschaft. Schiemenz erforschte Biologie und Pathologie der Nutzfische, die Fischereitechnik und -wirtschaft sowie die Wasserverschmutzung, anfangs insbesondere durch Zuckerfabriken. Zudem förderte er die Fachkräfteaus- und -weiterbildung. Als er 1925 in Pension ging und zugleich emeritiert wurde, folgte ihm Hans Helmuth Wundsch sowohl als Institutsleiter wie als Lehrstuhlinhaber. Von 1901 bis zu seinem Tod 1936 war er Herausgeber der Zeitschrift für FIscherei und deren Hilfswissenschaften. Eine 1929 eingerichtete Paulus-Schiemenz-Stiftung zur Förderung junger Fischer und Fischereiwissenschaftler wurde wegen der Wirtschaftskrise nach wenigen Jahren wieder eingestellt.
1898 heiratete er Alice geb. Giseke, Tochter eines Fabrikdirektors in Fiume (heute Rijeka, Kroatien). Ihre beiden Söhne Friedrich (1899–1971) und Karl (1900–1945) wurden ebenfalls praxisorientierte Biologen bzw. Fischwirtschaftler. Alice sprach Italienisch und veröffentlichte eine fischereiliche Fachübersetzung.
Schiemenz schuf „die Grundlage der Fischereibiologie als Wissenschaft“, hieß es 1936 in einer Notiz zu seinem 80. Geburtstag in der Fachpresse. Der Biographiensammler Heinz Kullnick bezeichnete Paulus Schiemenz als „Altmeister der preußischen Binnenfischerei“. Einer wissenschaftlichen Institutsgeschichte zufolge gilt er „als Begründer der modernen Fischereiwissenschaft“.

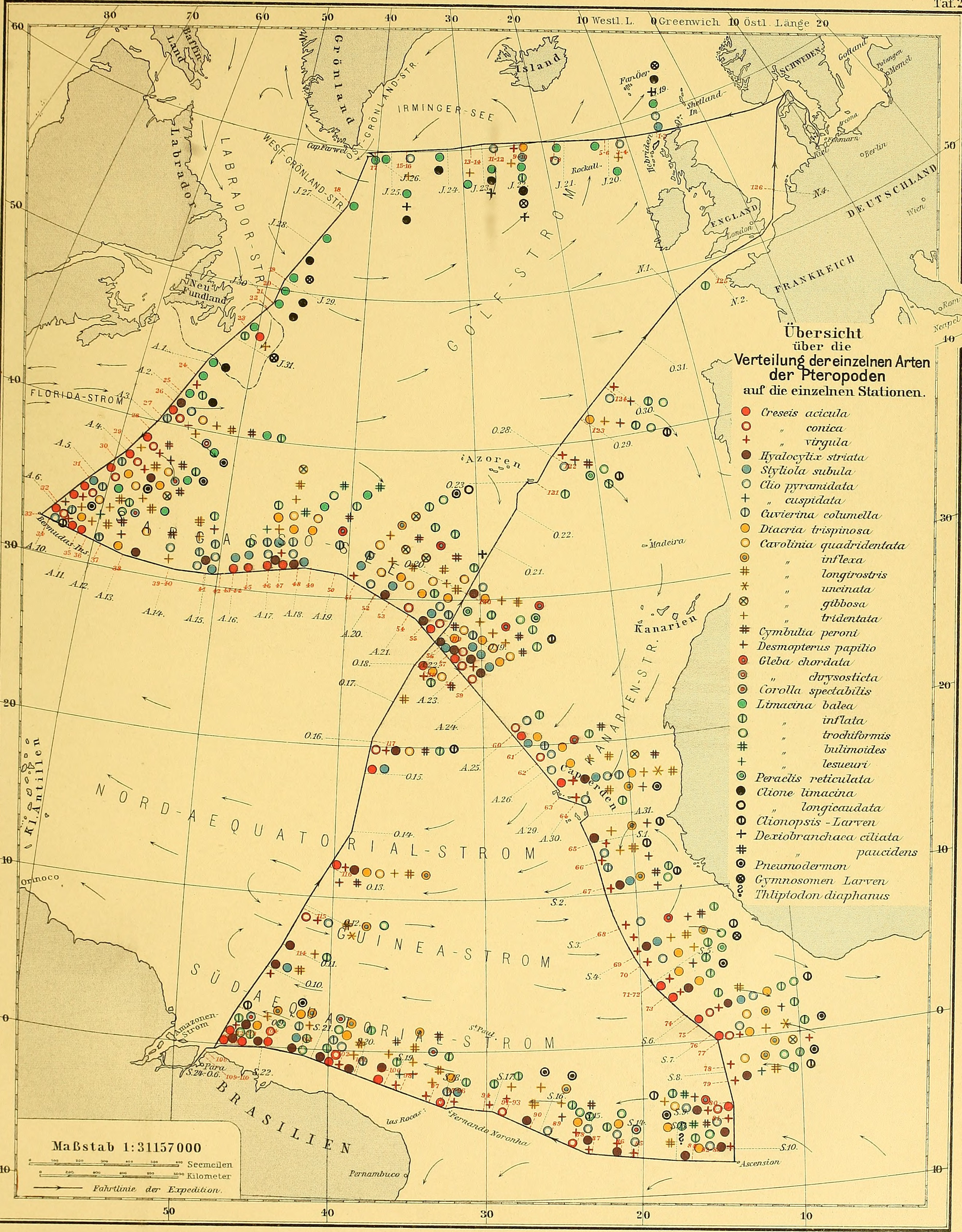
Schiemenz' Karte der Verbreitung von Meeresschnecken (Pteropoden) im Atlantik, 1906

## Veröffentlichungen (Auswahl)
- Über das Herkommen des Futtersaftes und die Speicheldrüsen der Bienen nebst einem Anhange über das Riechorgan. Dissertation, Engelmann Leipzig, 1883
- mit Maximilian Marsson: Die Schädigung der Fischerei in der Peene durch die Zuckerfabrik in Anklam, in: Zeitschrit für Fischerei, Band 9 (1901), S. 25–80
- Die Pteropoden der Plankton-Expedition, Kiel, Leipzig, Lipsius & Tischler 1906
- Gesichtspunkte für die Wertschätzung unserer Fischgewässer. Berlin, Parey 1927
- Betrachtungen über die wichtigeren Fische unserer Seenwirtschaft und Allerhand fischereilicher Aberglaube, Neudamm, Neumann 1935

## Ehrungen
- 1916 erhielt er wegen seiner Verdienste um das Preußische Fischereigesetz den Titel Geheimer Regierungsrat.
- 1931 wurde ihm zum 25. Geburtstag der Preußischen Landesanstalt für Fischerei und zum 75. Geburtstag die Ehrendoktorwürde der Landwirtschaftlichen Hochschule Berlin verliehen.[12]
- 2011 erhielt ein Forschungsschiff zur Bestandserfassung von Fischen seinen Namen.[13]